# توپ طلای ۱۹۹۶
توپ طلای ۱۹۹۶ (فرانسوی: 1996 Ballon d'Or‎) ۴۱مین رویداد سالیانهٔ توپ طلا بود که از سوی مجلهٔ فرانس فوتبال به بهترین بازیکن فوتبال در سال ۱۹۹۶ اعطا گردید که در این سال، ماتیاس سامر برندهٔ توپ طلا شد.

## رتبه‌بندی
| ردیف | نام                | باشگاه                                                   | ملیت                             | امتیاز |
| ---- | ------------------ | -------------------------------------------------------- | -------------------------------- | ------ |
| ۱    | ماتیاس سامر        | باشگاه فوتبال بروسیا دورتموند                            | آلمان                            | ۱۴۴    |
| ۲    | رونالدو            | باشگاه فوتبال پی‌اس‌وی آیندهوون باشگاه فوتبال بارسلونا     | برزیل                            | ۱۴۳    |
| ۳    | آلن شیرر           | باشگاه فوتبال بلکبرن روورز باشگاه فوتبال نیوکاسل یونایتد | انگلستان                         | ۱۰۷    |
| ۴    | آلساندرو دل‌پیرو    | باشگاه فوتبال یوونتوس                                    | ایتالیا                          | ۶۹     |
| ۵    | یورگن کلینزمن      | باشگاه فوتبال بایرن مونیخ                                | آلمان                            | ۶۰     |
| ۶    | داور شوکر          | باشگاه فوتبال رئال مادرید                                | کرواسی                           | ۳۸     |
| ۷    | اریک کانتونا       | باشگاه فوتبال منچستر یونایتد                             | فرانسه                           | ۲۴     |
| ۸    | مارسل دسایی        | باشگاه فوتبال آ.ث. میلان                                 | فرانسه                           | ۲۲     |
| ۹    | یوری ژورکائف       | باشگاه فوتبال اینتر میلان                                | فرانسه                           | ۲۰     |
| ۱۰   | کارل پوبورسکی      | باشگاه فوتبال اسلاویا پراگ باشگاه فوتبال منچستر یونایتد  | جمهوری چک                        | ۱۵     |
| ۱۱   | نوانکو کانو        | باشگاه فوتبال اینتر میلان                                | نیجریه                           | ۱۴     |
| ۱۲   | ژرژ وه‌آ            | باشگاه فوتبال آ.ث. میلان                                 | لیبریا                           | ۱۳     |
| ۱۳   | آلن بوکشیچ         | باشگاه فوتبال یوونتوس                                    | کرواسی                           | ۱۲     |
| ۱۳   | گابریل باتیستوتا   | باشگاه فوتبال فیورنتینا                                  | آرژانتین                         | ۱۲     |
| ۱۳   | آندریاس کوپکه      | باشگاه فوتبال المپیک مارسی                               | آلمان                            | ۱۲     |
| ۱۶   | فابریتسیو راوانلی  | باشگاه فوتبال میدلزبرو                                   | ایتالیا                          | ۹      |
| ۱۶   | پردراگ میاتوویچ    | باشگاه فوتبال رئال مادرید                                | جمهوری فدرال سوسیالیستی یوگسلاوی | ۹      |
| ۱۸   | دیدیه دشان         | باشگاه فوتبال یوونتوس                                    | فرانسه                           | ۸      |
| 19   | Kubilay Türkyilmaz | باشگاه فوتبال گراس‌هاپر زوریخ                             | سوئیس                            | ۵      |
| ۲۰   | دیوید سیمن         | باشگاه فوتبال آرسنال                                     | انگلستان                         | ۴      |
| ۲۰   | رائول              | باشگاه فوتبال رئال مادرید                                | اسپانیا                          | ۴      |
| ۲۲   | پائولو مالدینی     | باشگاه فوتبال آ.ث. میلان                                 | ایتالیا                          | ۳      |
| ۲۲   | کریستیان سایگه     | باشگاه فوتبال بایرن مونیخ                                | آلمان                            | ۳      |
| ۲۲   | پاتریک برگر        | باشگاه فوتبال بروسیا دورتموند باشگاه فوتبال لیورپول      | جمهوری چک                        | ۳      |
| ۲۲   | تریفن ایوانف       | باشگاه فوتبال راپید وین                                  | بلغارستان                        | ۳      |
| 26   | Radek Bejbl        | باشگاه فوتبال اسلاویا پراگ باشگاه فوتبال اتلتیکو مادرید  | جمهوری چک                        | ۲      |
| 26   | روی کاستا          | باشگاه فوتبال فیورنتینا                                  | پرتغال                           | ۲      |
| ۲۸   | رونالد دی بوئر     | باشگاه فوتبال آژاکس آمستردام                             | هلند                             | ۱      |
| ۲۸   | لوئیس فیگو         | باشگاه فوتبال بارسلونا                                   | پرتغال                           | ۱      |
| ۲۸   | برایان لادروپ      | باشگاه فوتبال رنجرز                                      | دانمارک                          | ۱      |
| ۲۸   | سرجی بارخوان       | باشگاه فوتبال بارسلونا                                   | اسپانیا                          | ۱      |
| ۲۸   | زین‌الدین زیدان     | باشگاه فوتبال یوونتوس                                    | فرانسه                           | ۱      |